# Кэддис, Пол
Пол Маклин Кэ́ддис (англ. Paul McLean Caddis; род. 19 апреля 1988 года в Эрвине, Норт-Эршир, Шотландия) — шотландский футболист. Выступал в национальной сборной своей страны. Бывший капитан молодёжной сборной Шотландии.
Профессиональная карьера Кэддиса началась в шотландском клубе «Селтик». За четыре года, проведённых в рядах «кельтов» Пол так и не смог обрести место в основном составе глазговцев. Зимой 2009 года он был отдан в полугодичную аренду клубу «Данди Юнайтед». 1 августа 2010 года Пол перебрался в Англию, где подписал контракт с командой «Суиндон Таун». 31 августа 2012 года Кэддис по арендному соглашению на один сезон пополнил состав клуба «Бирмингем Сити».

## Клубная карьера
Пол Кэддис учился в католической академии Святого Джозефа, где играл за команду учебного заведения. В начале 2003 года молодого игрока приметили разведчики двух грандов шотландского футбола — глазговских «Селтика» и «Рейнджерс».
В июне 2004 года Пол подписал контракт с «кельтами», по которому стороны договорились о том, что перед тем, как Кэддис станет полноценным игроком «бело-зелёных», он должен закончить своё высшее образование, однако уже не имея права играть за команду университета.

### «Селтик»
По приходе в стан «Селтика» Пола определили в юношескую команду клуба, в которой он играл пока его не перевели в молодёжный состав «кельтов», где Кэддис быстро стал капитаном, попутно привлекаясь тренерами «бело-зелёных» к тренировкам с первой командой.
26 июля 2007 года состоялся дебют шотландца в составе глазговцев — это произошло в товарищеской встрече с английским «Ньюкаслом». Пол, выйдя в стартовом составе, отыграл 76 минут матча и уступил место на поле Иржи Ярошику. 27 января 2008 года Кэддис впервые вышел в официальной игре за «кельтов», противником его клуба тогда был «Фалкирк». Спустя шесть дней Пол дебютировал уже в стартовом составе «Селтика» в гостевом матче Кубка Шотландии против команды «Килмарнок». Игра Кэддиса получилась яркой — он поучаствовал в первом мяче «бело-зелёных», отдав голевую передачу Скотту Макдональду. 20 февраля этого же года стартовала карьера шотландца в еврокубках — выйдя в основном составе своего клуба на матч против «Барселоны», проходящий в рамках 1/8 финала Лиги чемпионов, он сыграл 61 минуту встречи и был заменён на Марка Уилсона. После этого Кэддис стал постоянным членом первой команды «кельтов».

### «Данди Юнайтед»
2 февраля 2009 года руководство «кельтов» объявило о том, что Пол присоединился к другой шотландской команде «Данди Юнайтед» по арендному соглашению до конца сезона 2008/09. Он получил в качестве игрового номера «шестёрку», которая принадлежала ранее Вилло Фладу, отправившемуся неделей ранее в «Селтик».
Дебют Кэддиса в составе «чёрно-оранжевых» состоялся уже 14 февраля, когда он отыграл весь матч против клуба «Инвернесс Каледониан Тисл». Последнюю игру за «мандаринов» перед возвращением в Глазго Пол сыграл 24 мая, когда его команда встречалась с «Рейнджерс».

### «Суиндон Таун»
2 августа 2010 года Пол вместе со своим одноклубником по «Селтику» Саймоном Ферри перебрался в английский клуб «Суиндон Таун», подписав с уилтширской командой 3-летний контракт. Сумма трансфера Кэддиса оценивалась в 300 тысяч фунтов стерлингов.
Дебют Пола в первом составе «Таун» состоялся 10 августа в поединке в рамках Кубка английской лиги, в котором его команда встречалась с клубом «Лейтон Ориент». 1 февраля 2011 года Кэддис забил свой первый гол в профессиональной карьере, поразив ворота «Борнмута». Всего в первом сезоне за «Суиндон» Пол провёл 42 игры. По итогам футбольного года «Таун» вылетели из Первой Футбольной лиги Англии.
Несмотря на подобную ситуации и исход ряда игроков из «Суиндона», Пол остался в клубе. Клуб начал сезон с новым капитаном — им стал перешедший из финского «КуПСа» намибиец Оливер Райссер. Тем не менее, уже в октябре того же года в виду слабой формы и травм лидера «Таун» наставник «робинс» Паоло Ди Канио лишил африканца капитанской повязки, передав её Кэддису. Следом под «предводительством» шотландца «Суиндон» выдал примечательную серию, включающую всего лишь одно поражение в 24 матчах. В том же сезоне «робинс» добрались до финала Трофея Футбольной лиги, где однако они были биты «Честерфилдом» 0:2. 21 мая шотландец подписал с «Суиндоном» новый контракт по схеме «1+1».
13 августа Ди Канио объявил, что лишает Пола повязки капитана клуба. Причиной данного поступка итальянский специалист назвал «снижение Кэддисом требований к своей игре». Три дня спустя шотландец выразил разочарование произошедшим.

### «Бирмингем Сити»
В последний день летнего трансферного окна 2012 года Пол стал частью сделки между «Суиндоном» и клубом «Бирмингем Сити», по которой он по годичному арендному соглашению присоединился к «синим», а в обратном направлении отправился ирландский форвард «брамми» Адам Руни. 1 сентября Кэддис впервые защищал цвета «брамми» в официальной встрече — соперником команды шотландца был «Питерборо Юнайтед».

### Клубная статистика
| Клуб                      | Сезон                     | Чемпионат | Чемпионат | Кубок | Кубок | Кубок Лиги | Кубок Лиги | Трофей Футбольной лиги | Трофей Футбольной лиги | Еврокубки | Еврокубки | Итого | Итого |
| Клуб                      | Сезон                     | Игры      | Голы      | Игры  | Голы  | Игры       | Голы       | Игры                   | Голы                   | Игры      | Голы      | Игры  | Голы  |
| ------------------------- | ------------------------- | --------- | --------- | ----- | ----- | ---------- | ---------- | ---------------------- | ---------------------- | --------- | --------- | ----- | ----- |
| Селтик                    | 2007/08                   | 2         | 0         | 1     | 0     | —          | —          | —                      | —                      | 1         | 0         | 4     | 0     |
| Селтик                    | 2008/09                   | 5         | 0         | 1     | 0     | 1          | 0          | —                      | —                      | —         | —         | 7     | 0     |
| Селтик                    | 2009/10                   | 8         | 0         | 1     | 0     | 1          | 0          | —                      | —                      | 1         | 0         | 11    | 0     |
| Всего за «Селтик»         | Всего за «Селтик»         | 17        | 0         | 3     | 0     | 2          | 0          | 0                      | 0                      | 2         | 0         | 24    | 0     |
| Данди Юнайтед             | 2008/09                   | 11        | 0         | —     | —     | —          | —          | —                      | —                      | —         | —         | 11    | 0     |
| Всего за «Данди Юнайтед»  | Всего за «Данди Юнайтед»  | 11        | 0         | 0     | 0     | 0          | 0          | 0                      | 0                      | 0         | 0         | 11    | 0     |
| Суиндон Таун              | 2010/11                   | 38        | 1         | 2     | 0     | 1          | 0          | 1                      | 0                      | —         | —         | 42    | 1     |
| Суиндон Таун              | 2011/12                   | 39        | 4         | 4     | 0     | 2          | 0          | 5                      | 1                      | —         | —         | 50    | 5     |
| Всего за «Суиндон Таун»   | Всего за «Суиндон Таун»   | 77        | 5         | 6     | 0     | 3          | 0          | 6                      | 1                      | 0         | 0         | 92    | 6     |
| Бирмингем Сити            | 2012/13                   | 27        | 0         | 1     | 0     | —          | —          | —                      | —                      | —         | —         | 28    | 0     |
| Бирмингем Сити            | 2013/14                   | 38        | 5         | 2     | 0     | 2          | 0          | —                      | —                      | —         | —         | 42    | 5     |
| Бирмингем Сити            | 2014/15                   | 35        | 6         | 1     | 0     | 2          | 1          | —                      | —                      | —         | —         | 38    | 7     |
| Всего за «Бирмингем Сити» | Всего за «Бирмингем Сити» | 100       | 11        | 4     | 0     | 4          | 1          | 0                      | 0                      | 0         | 0         | 108   | 12    |
| Всего за карьеру          | Всего за карьеру          | 205       | 16        | 13    | 0     | 9          | 1          | 6                      | 1                      | 2         | 0         | 235   | 18    |

(откорректировано по состоянию на 7 марта 2015)

## Сборная Шотландии

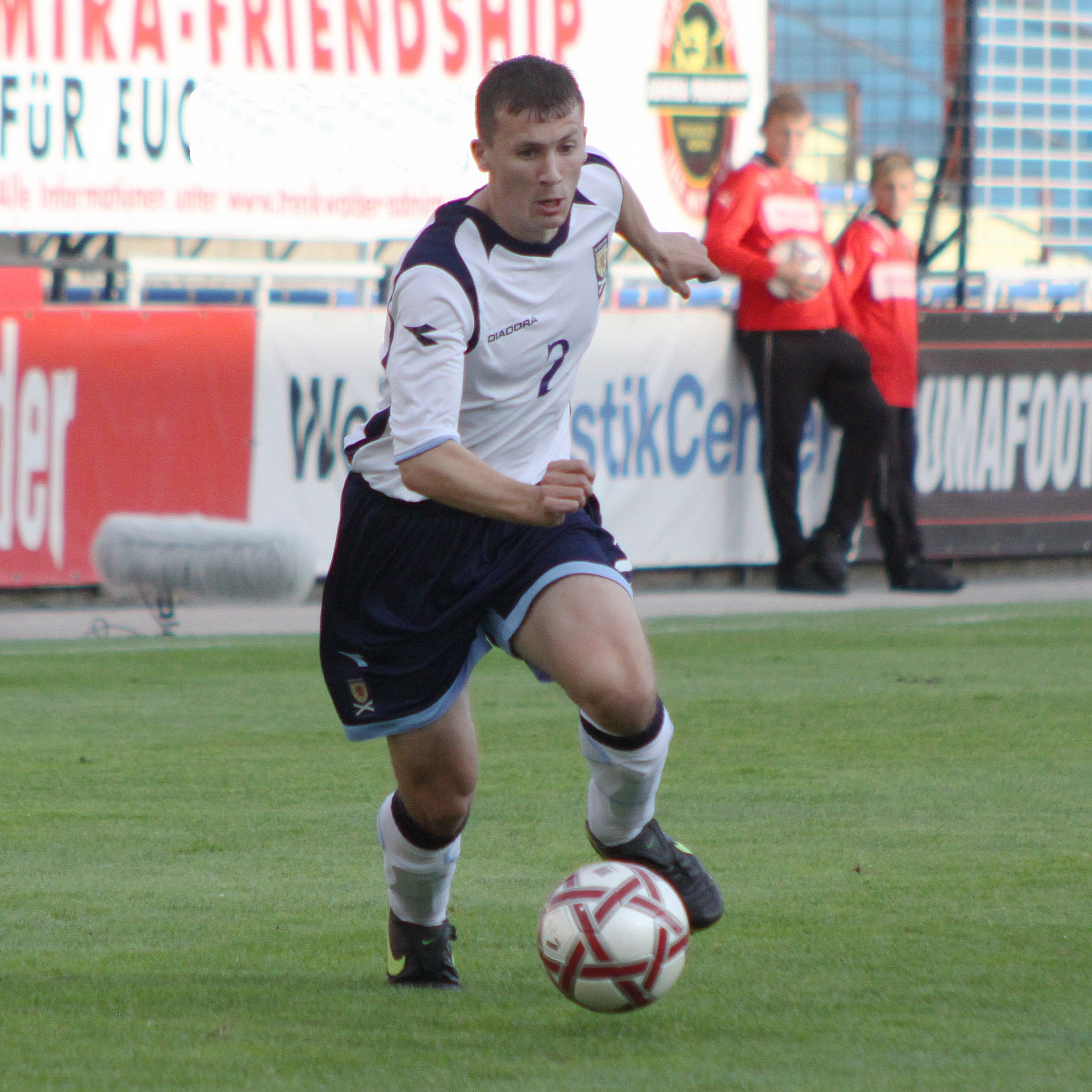
Пол Кэддис в матче молодёжной сборной Шотландии

С 2008 по 2010 год Пол являлся игроком молодёжной сборной Шотландии, в которой в ноябре 2008 года был избран капитаном команды. Всего сыграл за молодых «тартановых» 13 матчей.

## Достижения
«Суиндон Таун»
- Победитель Второй Футбольной лиги Англии: 2011/12
- Финалист Трофея Футбольной лиги: 2011/12

## Личная жизнь
Братья Пола также являются профессиональными футболистами. Старший, Райан, играет на позиции полузащитника в шотландском клубе «Аллоа Атлетик», младший, Лиам — футболист «Сент-Джонстона».
В футбольном мире Кэддис слывёт меломаном — его музыкальный вкус варьируется от брит-попа в стиле группы «Oasis» до танцевальной музыки — здесь его любимый исполнитель — Крис Браун. Не любит рэп и тяжёлый металл. Любимые киноактёры Пола — Джим Керри и Уилл Феррелл, любимые фильмы — «Тупой и ещё тупее» и «Телеведущий». Для Кэддиса образцом для подражания на футбольном поле служит Дэвид Бекхэм.